# The Man You Love
«The Man You Love» («el hombre que amas» en español) es una canción en inglés-español, creada para el cuarteto de crossover clásico Il Divo, incluida en su disco «Il Divo» (2004).
Escrita y compuesta por Blair Daly, Troy Verges y Steve Mac.